# Provincia Ouargla
Provincia Ouargla (în arabă ولاية ورقلة) este o unitate administrativă de gradul I (wilaya) a Algeriei. Reședința sa este orașul Ouargla.